# Hylettus seniculus
Hylettus seniculus är en skalbaggsart som först beskrevs av Ernst Friedrich Germar 1824.  Hylettus seniculus ingår i släktet Hylettus och familjen långhorningar.
Artens utbredningsområde är:
- Costa Rica.
- Guyana.
- Paraguay.
- Surinam.
- Venezuela.

Inga underarter finns listade i Catalogue of Life.